# Strom roku (Lesy České republiky)

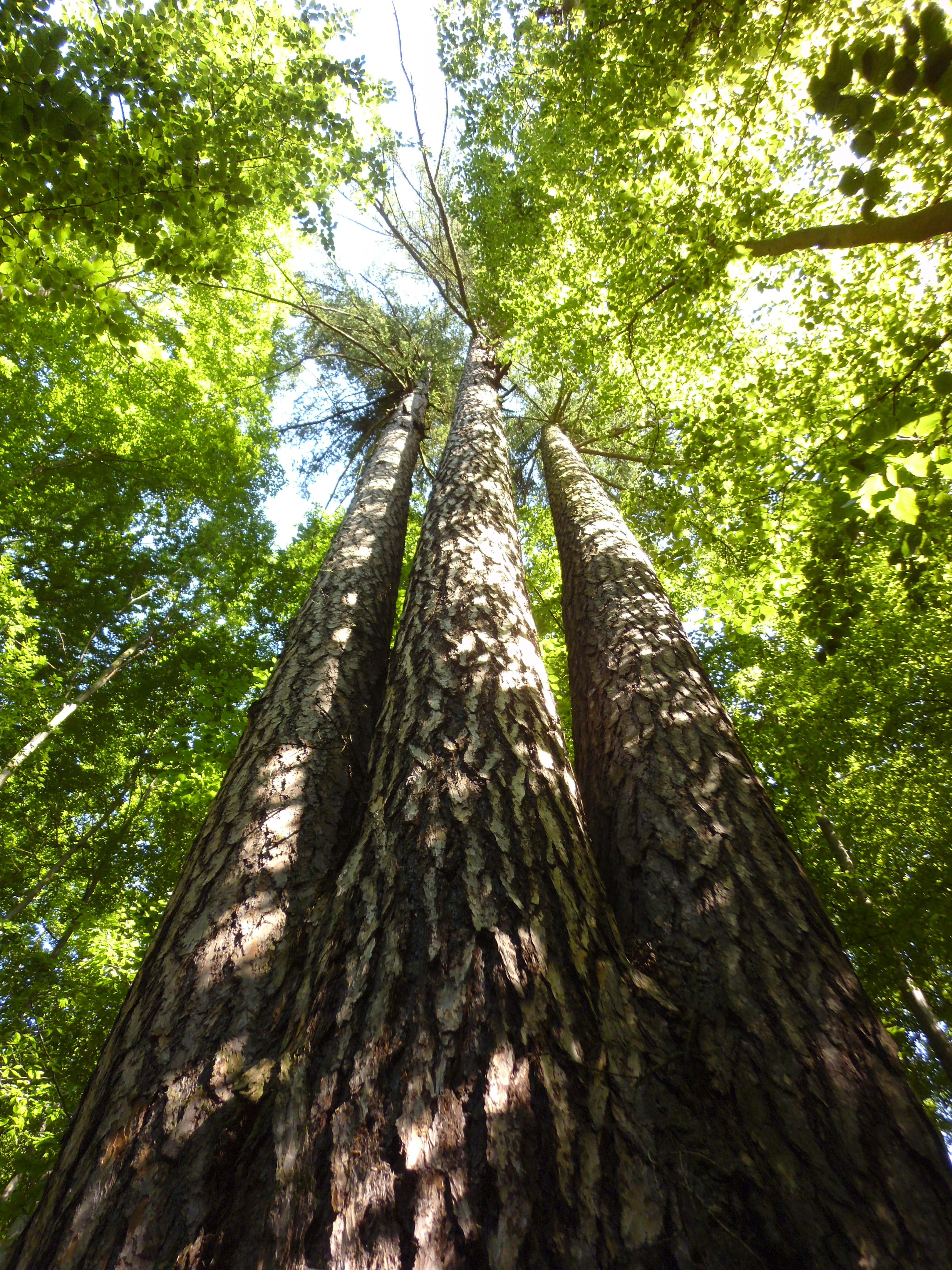
Památný strom Troják u Habrůvky jako příklad modřínu, stromu roku 2006

Strom roku je kampaň vyhlašovaná společností Lesy České republiky (LČR). V rámci svých výchovných a vzdělávacích aktivit byla vyhlašována po řadu let jedna dřevina, která byla v daném roce přibližována široké veřejnosti.

## Stromy roku
Vítězné druhy stromů podle roku vyhlášení:
| Rok  | Český název         | Latinský název        | Vyobrazení |
| ---- | ------------------- | --------------------- | ---------- |
| 2006 | modřín              | Larix                 |            |
| 2007 | topol               | Populus               |            |
| 2008 | jasan               | Fraxinus              |            |
| 2009 | habr obecný         | Carpinus betulus      |            |
| 2010 | bříza               | Betula                |            |
| 2011 | jilm                | Ulmus                 |            |
| 2012 | tis červený         | Taxus baccata         |            |
| 2013 | jeřáb               | Sorbus                |            |
| 2014 | douglaska tisolistá | Pseudotsuga menziesii |            |
| 2015 | olše                | Alnus                 |            |
| 2016 | třešeň ptačí        | Prunus avium          |            |
| 2017 | ořešák černý        | Juglans nigra L.      |            |